# Retama raetam
 (octobre 2018).
Si vous disposez d'ouvrages ou d'articles de référence ou si vous connaissez des sites web de qualité traitant du thème abordé ici, merci de compléter l'article en donnant les références utiles à sa vérifiabilité et en les liant à la section « Notes et références ».
Espèce
Synonymes
- Lygos raetam

Retama raetam, parfois appelé genêt blanc, est une espèce de plantes à fleurs de la famille des Fabaceae. C'est un arbuste originaire d'Afrique du Nord. C'est une plante adaptée au climat méditerranéen semi-aride, rencontrée des iles Canaries jusqu'à la péninsule Arabique.
Espèce considérée comme invasive dans certains pays. Elle a été introduite en Grèce, en Israël et en Australie.

## Taxonomie
Cette espèce a été décrite pour la première fois en 1775 par Forsskal  en tant que Genista raetam, puis elle a été adoptée sous le nom de Retama raetam par Webb et Berthelot dans une publication datant de 1842. 
Selon le Conservatoire et Jardin Botaniques de la ville de Genève, cette espèce a plusieurs synonymes dont Lygos raetam (Forssk.) Heywood, Retama raetam var. rigidula (DC) Maire (1987) ou Retama duriaei (Spach) Webb (1843). Il existe deux taxons infra-spécifiques: R. raetam subs. bovei Talavera & Gibbs (1996) et R. raetam subs. raetam (Forssk.) Webb.

## Description et écologie
C'est une plante pérenne non grimpante, poussant sous forme d'arbustes touffus dans les zones humides des régions semi-désertiques à désertiques. Cette plante est considérée comme invasive en Égypte.